# 加爾達巴尼

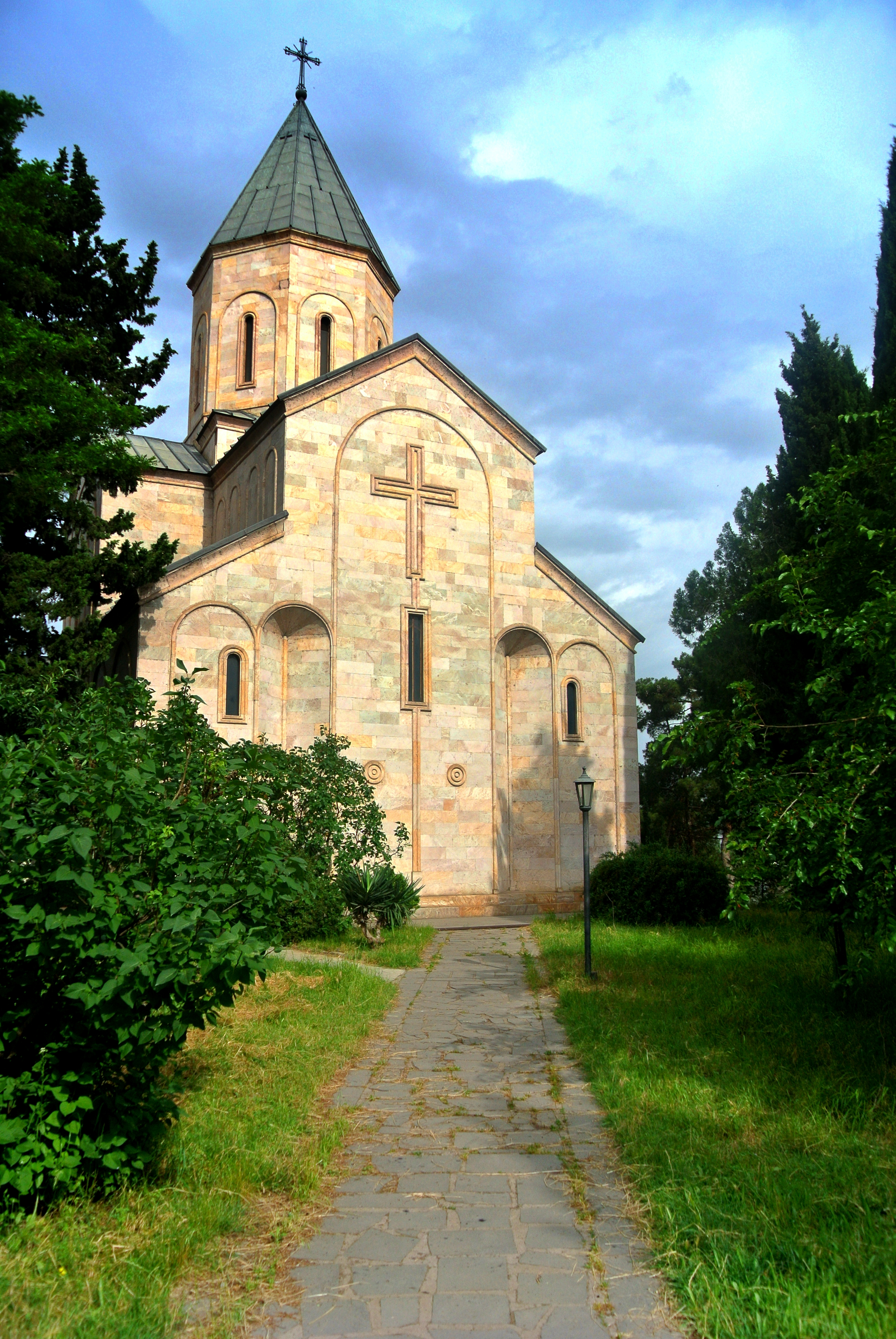
加爾達巴尼的教堂

加爾達巴尼是格魯吉亞下卡尔特利大区加爾達巴尼市鎮的城鎮及其行政中心。距離首都第比利斯39公里，海拔高度290米，2024年人口数量为12,061人。据2014年的数据，63%的居民是阿塞拜疆族。